# Leviathan (kolejka górska)
Leviathan – stalowa kolejka górska typu giga coaster firmy Bolliger & Mabillard (model Hyper Coaster) o wysokości 93,3 m otwarta 6 maja 2012 roku w parku Canada’s Wonderland w Kanadzie.

## Historia
Na początku 2011 roku rozpoczęły się prace ziemne w okolicach atrakcji Dragon Fire oraz toru gokartowego.
3 lipca 2011 roku park uruchomił stronę internetową sugerującą powstanie nowej atrakcji w 2012 roku.
18 sierpnia 2011 roku nastąpiło oficjalne ogłoszenie budowy kolejki typu giga coaster przez firmę B&M.
11 września 2011 roku wzniesiono pierwsze elementy toru kolejki. Do końca miesiąca ukończona została budowa toru w rejonie stacji.
W połowie listopada 2011 roku zakończono budowę głównego wzniesienia.
7 lutego 2012 ukończono budowę toru kolejki.
15 marca 2012 roku odbył się pierwszy przejazd testowy.
W kwietniu 2012 roku park przeprowadził aukcję, w której 96 osób wylicytowało za łączną sumę 40 000 dolarów możliwość udziału w przedpremierowym przejeździe.
27 kwietnia 2012 roku nastąpiło przedpremierowe otwarcie kolejki dla uczestników aukcji oraz posiadaczy biletów sezonowych.
6 maja 2012 roku roller coaster został oficjalnie otwarty dla wszystkich gości parku.

## Opis przejazdu
Pociąg opuszcza stację, skręca o 180° w prawo i zostaje wciągnięty za pomocą wyciągu łańcuchowego na główne wzniesienie o wysokości 93,3 m, z którego zjeżdża pod kątem 80°. Następnie pokonuje wzniesienie z jednoczesnym skrętem o 120° w prawo, niskie i długie wzniesienie ze skrętem w lewo, duże wzniesienie paraboliczne z nieważkością, po czym zawraca o ok. 210° w lewo, po czym przejeżdża przez długi i łagodny skręt w prawo, pokonuje drugie duże paraboliczne wzniesienie, skręca o 90° w lewo, wjeżdża na ostatnie wzniesienie, na którego szczycie zostaje wyhamowany i wraca na stację.

## Tematyzacja
Nazwa kolejki nawiązuje do biblijnego potwora morskiego Lewiatana. Tor w kolorze morskim, podpory niebieskie.

## Miejsce w rankingach
| Golden Ticket Awards – Top 50 stalowych kolejek górskich | Golden Ticket Awards – Top 50 stalowych kolejek górskich | Golden Ticket Awards – Top 50 stalowych kolejek górskich | Golden Ticket Awards – Top 50 stalowych kolejek górskich | Golden Ticket Awards – Top 50 stalowych kolejek górskich | Golden Ticket Awards – Top 50 stalowych kolejek górskich | Golden Ticket Awards – Top 50 stalowych kolejek górskich | Golden Ticket Awards – Top 50 stalowych kolejek górskich | Golden Ticket Awards – Top 50 stalowych kolejek górskich | Golden Ticket Awards – Top 50 stalowych kolejek górskich | Golden Ticket Awards – Top 50 stalowych kolejek górskich | Golden Ticket Awards – Top 50 stalowych kolejek górskich | Golden Ticket Awards – Top 50 stalowych kolejek górskich |
| -------------------------------------------------------- | -------------------------------------------------------- | -------------------------------------------------------- | -------------------------------------------------------- | -------------------------------------------------------- | -------------------------------------------------------- | -------------------------------------------------------- | -------------------------------------------------------- | -------------------------------------------------------- | -------------------------------------------------------- | -------------------------------------------------------- | -------------------------------------------------------- | -------------------------------------------------------- |
| 2012                                                     | 2013                                                     | 2014                                                     | 2015                                                     | 2016                                                     | 2017                                                     | 2018                                                     | 2019                                                     | 2020                                                     | 2021                                                     | 2022                                                     | 2023                                                     | 2024                                                     |
| 22                                                       | 15                                                       | 6                                                        | 8                                                        | 7                                                        | 6                                                        | 8                                                        | 9                                                        | ×                                                        | 8                                                        | 15                                                       | 13                                                       | 13                                                       |